# Lavage gastrique
Le lavage gastrique est un traitement médical consistant à vider l'estomac de son contenu et permettant notamment d'évacuer les toxiques ingérées avant leur résorption digestive. Le lavage de l'estomac est l'une des principales méthodes d'épuration digestive utilisée lors des intoxications aiguës, tout comme les vomissements provoqués, l'adsorption des toxiques par le charbon activé ou l'accélération du transit intestinal.
La méthode du lavage gastrique a été largement utilisée dans le passé, et reste la méthode la plus utilisée en France lors de la prise en charge des intoxications aiguës.
Son efficacité clinique n'a toutefois pas été établie et son intérêt a été très discuté et remis en question. Le charbon activé est désormais préféré au lavage gastrique, encore trop souvent pratiqué de façon systématique.

## Historique
En France, une conférence de consensus organisée en 1992 sur l'épuration digestive précisait la place des différentes méthodes d'épuration digestive dans le traitement des intoxications aiguës par ingestion : 
« Le lavage gastrique est pénible pour le patient et long pour l'infirmière. Il ne dissuade pas l'adulte récidiviste ; il ne doit pas punir l'enfant désobéissant. Il n'est pas utile dans l'intoxication aux benzodiazépines et hypnotiques apparentés. Il n'y a pas de consensus dans les autres situations. Il est rationnel de le proposer en milieu hospitalier dans les intoxications par les substances à fort potentiel toxique. Dans ce cas, le lavage gastrique peut être utile dans le but de soustraire de l'organisme des quantités -même infimes- de toxique, en association avec le charbon activé lorsqu'il s'agit d'une substance adsorbable. Néanmoins, l'association du lavage gastrique et du charbon activé n'a pas fait la preuve de sa supériorité sur la seule utilisation du charbon activé. »
En 1998, des prises de position communes à deux sociétés savantes, l’American Academy of Clinical Toxicology (AACT) et l’European Association of Poison Centres and Clinical Toxicologists (EAPCCT) ont été publiées. Elles sont plus strictes que celles de la conférence de consensus de 1992 de la Société de Réanimation de Langue Française : 
« Le lavage gastrique ne doit pas être pratiqué systématiquement lors d'une intoxication aiguë. La quantité de marqueur épurée par le lavage gastrique dans des conditions expérimentales est très variable et diminue avec le temps. Il n'y a pas de preuve certaine d'un éventuel effet clinique bénéfique ; le lavage gastrique peut entraîner une morbidité significative. Le lavage gastrique ne doit pas être envisagé à moins que le patient n'ait ingéré une quantité potentiellement dangereuse d'un toxique et qu'il puisse être réalisé dans les 60 minutes suivant l'intoxication. Même dans ce cas, aucun effet clinique bénéfique n'a été retrouvé dans les études contrôlées. Le lavage gastrique est contre-indiqué lorsque les réflexes de protection des voies aériennes sont absents, à moins que le patient ne soit intubé. Il est également contre-indiqué lors de l'ingestion de produits caustiques ou d'hydrocarbures avec risque important d'inhalation. »
Cette prise de position laisse beaucoup moins de place au lavage gastrique que celle du consensus de 1992. Elle confirme l'absence de preuve d'effet clinique bénéfique, insiste sur le risque de morbidité associé, et laisse entendre que le lavage gastrique n'a finalement que peu d'intérêt.
La Société Française d'Anesthésie et de Réanimation (SFAR), dans sa conférence d'actualisation de 1998 tente de répondre à certaines questions : 
« Faut-il abandonner le lavage gastrique ? Sûrement oui dans un très grand nombre d'intoxications peu graves, mettant en cause des toxiques uniquement fonctionnels et à potentiel toxique modéré (la majorité des cas). Mais aucune réponse définitive ne peut être donnée de façon péremptoire pour l'intoxication grave. En réalité, la prescription est faite au cas par cas en se posant chaque fois la question du bénéfice attendu et des risques éventuels ; dans de nombreux cas, les risques éventuels sont en effet plus importants que le bénéfice attendu. »

## Technique
Cette technique est utilisée en cas d'intoxication aiguë :
- médicamenteuse ;
- par produits ménagers ;
- professionnelle.

Elle ne peut s'appliquer que sur le sujet conscient et capable de déglutir, sinon il ne faudra appliquer cette méthode qu'après intubation trachéale pour éviter tout reflux et donc toute inondation des voies aériennes.
En général on assied le malade, puis on lui fait avaler une sonde lubrifiée, le plus souvent à l'eau, en lui demandant de faire des efforts de déglutition. On insère la sonde jusqu'à ce que son extrémité soit dans l'estomac (il existe un repère sur la sonde pour savoir la longueur introduite). On verse ensuite dans l'estomac à l'aide d'un entonnoir 500 cm3 d'eau bouillie tiède, à laquelle peuvent être adjoints certains médicaments en fonction de la cause de l'intoxication, puis on baisse l'entonnoir au-dessous du niveau de l'estomac et on laisse se vider par siphonnage le contenu gastrique. On répète la manœuvre jusqu'à ce que le liquide évacué soit clair.

## Indications
Les indications du lavage gastrique sont désormais limitées :
- Ingestion aiguë récente (moins d'une heure avant)
  - d'un toxique lésionnel : paraquat, colchicine, paracétamol ;
  - d'un toxique fonctionnel à forte toxicité : antiarythmiques, antidépresseurs tricycliques, barbituriques, carbamates, chloroquine, digitaliques, théophylline.

## Contre indications
Le lavage gastrique est contre indiqué :
- lorsque les réflexes de protection des voies aériennes sont absents, à moins que le patient ne soit intubé ;
- lors de l'ingestion de produits caustiques ou d'hydrocarbures avec risque important d'inhalation.

## Complications
- Mécaniques : lésions traumatiques et/ou hémorragiques (œsophage ou estomac) ;
- respiratoire : inhalation, même chez patient conscient ou intubé ;
- métaboliques : enfants.